# A piedi nudi (film)
A piedi nudi (Barefoot) è un film del 2014 diretto da Andrew Fleming.
È un remake del film tedesco del 2005 Barfuss, diretto da Til Schweiger.

## Trama
Jay Wheeler è uno scapestrato di buona famiglia con problemi con la giustizia e debiti presso la malavita. Nell'ospedale psichiatrico di Los Angeles, dove lavora in libertà vigilata e fa le pulizie, soccorre una degente che finisce per seguirlo fuori. Daisy è una ragazza ingenua cresciuta in segregazione dalla sola madre e, alla morte di questa, chiusa in istituti e cliniche psichiatriche.
Jay è subito colpito dal candore di Daisy e non ha la forza di riportarla in ospedale. Quando non riesce a trovare una ragazza che si presti a fargli da "finta fidanzata" all'imminente matrimonio del fratello, si rende conto che questa può essere proprio la tenera Daisy. Così dopo un viaggio in aereo verso New Orleans e poche istruzioni, Jay la presenta ai facoltosissimi genitori, sperando di persuaderli che ha messo la testa a posto così da poter ottenere un bel prestito.
Daisy conquista tutti con la sua naturale simpatia e smaccata ingenuità, ma è inevitabile che la verità su lei e Jay venga presto svelata. Sfuggito all'ira del padre, Jay sottrae dalla casa di questi un grande camper con il quale si dà alla fuga insieme a Daisy. Arrivato a una stazione di autobus, l'abbandona e, molte ore dopo, pentitosi, torna a riprenderla, ritrovandola nello stesso posto in cui l'aveva lasciata.
Nel lungo viaggio verso la California la ragazza si innamora perdutamente di Jay, il quale, parlandole, capisce che lei è solamente vittima di una madre psicopatica e che ora ha tutte le carte in regola per ricostruirsi una vita normale. Quando Daisy scopre che Jay non sta portando a termine una fuga d'amore ma la sta riportando in ospedale, causa un incidente che poi determina l'arrivo della polizia, non prima che i due si siano scambiati un primo sincero bacio. Così Daisy è rinchiusa nuovamente nell'ospedale psichiatrico e Jay finisce in prigione.
La madre di Jay si muove a compassione e convince il padre a pagare la cauzione per far uscire il figlio. Questi va a trovare Daisy, ma non gli viene permesso di avvicinarla. Disperato, allora, simula un tentativo di suicidio e, sebbene venga internato come da lui previsto, gli viene impedito di vedere Daisy. In ospedale è raggiunto dall'emissario di un malavitoso suo creditore e solo il pronto intervento di un degente suo amico lo salva da morte certa.
Ripresi i sensi, Jay riceve le scuse del dottore che ha in cura Daisy, il quale conferma che la ragazza è sana, come da lui sostenuto. Riceve inoltre un assegno, per ripagare i debiti, dai genitori che sono venuti dalla Louisiana per riabbracciarlo, dopo di che incontra finalmente Daisy con la quale corona il proprio amore.

## Distribuzione
Il film è stato presentato in anteprima al Santa Barbara International Film Festival il 2 febbraio 2014 ed uscito nelle sale statunitensi a partire dal 21 febbraio seguente.